# Temporada 1984-85 de Los Angeles Lakers

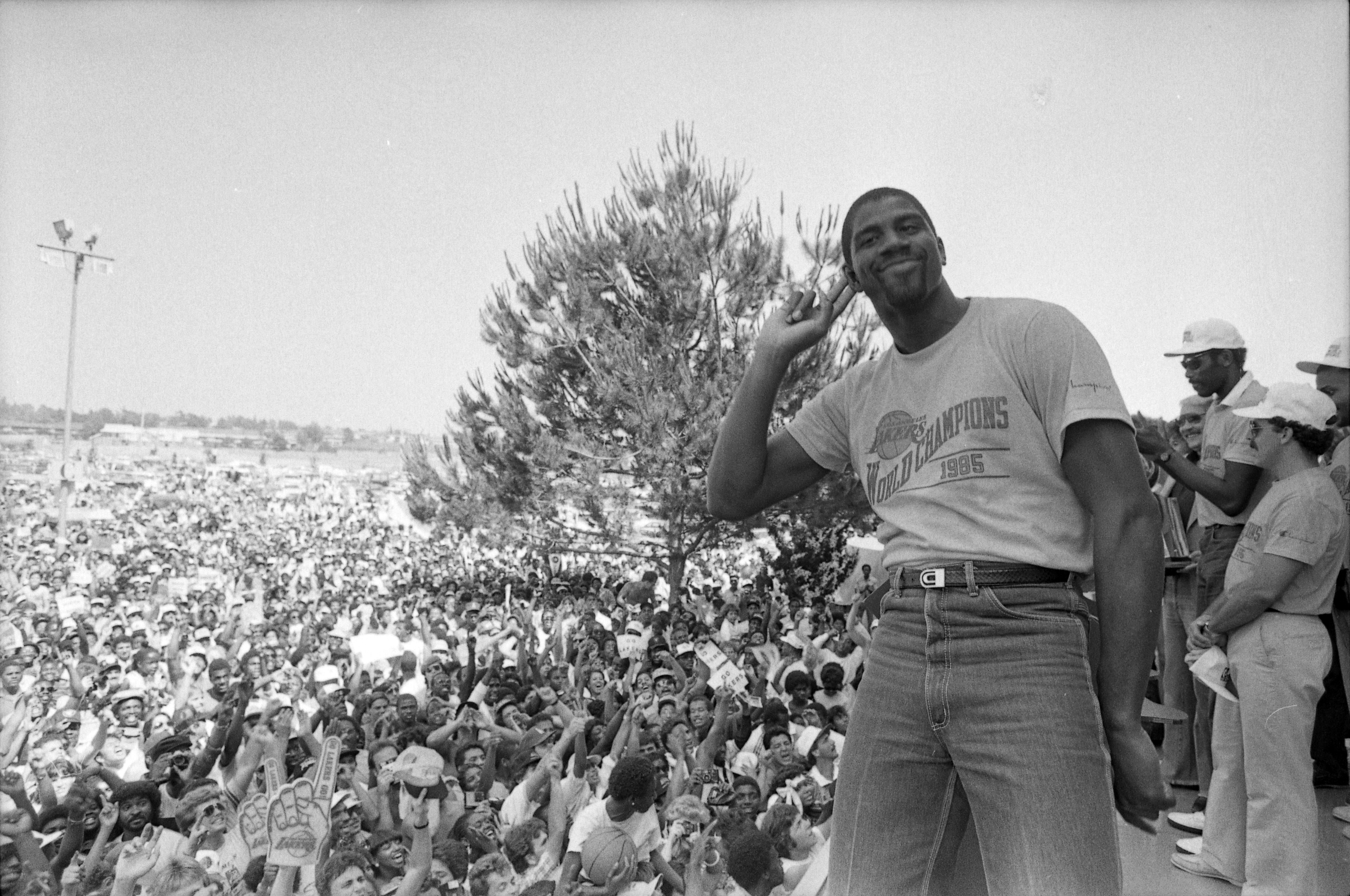
Magic Johnson bromeando con la afición en la concentración por el Campeonato Mundial de los Lakers en el Forum de Inglewood, California, el 12 de junio de 1985

La temporada 1984-85 fue la trigésimo séptima de los Lakers en la NBA, y la vigésimo quinta en su ubicación en Los Ángeles, California. La temporada regular acabaron con 62 victorias y 20 derrotas, ocupando el primer puesto de la Conferencia Oeste, clasificándose para los playoffs en los que alcanzaron las Finales, en las que derrotaron a los Boston Celtics.

## Elecciones en elDraft
| Ronda | Puesto | Jugador    | Posición | Nacionalidad   | Universidad          |
| ----- | ------ | ---------- | -------- | -------------- | -------------------- |
| 1     | 23     | Earl Jones | Pívot    | Estados Unidos | Distrito de Columbia |

## Temporada regular
| División Pacífico        | División Pacífico | División Pacífico | División Pacífico | División Pacífico | División Pacífico | División Pacífico | División Pacífico | División Pacífico |
| Equipo                   | G                 | P                 | %                 | PD                | Casa              | Fuera             | Div               |                   |
| ------------------------ | ----------------- | ----------------- | ----------------- | ----------------- | ----------------- | ----------------- | ----------------- | ----------------- |
| y-Los Angeles Lakers     | 62                | 20                | .756              | –                 | 36–5              | 26–15             | 18–12             |                   |
| x-Portland Trail Blazers | 42                | 40                | .512              | 20                | 33–8              | 15–26             | 17–13             |                   |
| x-Phoenix Suns           | 36                | 46                | .439              | 26                | 32–9              | 10–31             | 14–16             |                   |
| Seattle SuperSonics      | 31                | 51                | .378              | 31                | 31–10             | 10–31             | 16–14             |                   |
| Los Angeles Clippers     | 31                | 51                | .378              | 31                | 27–14             | 10–31             | 13–17             |                   |
| Golden State Warriors    | 22                | 60                | .268              | 40                | 25–16             | 5–36              | 12–18             |                   |

## Playoffs

### Primera ronda
Los Angeles Lakers vs. Phoenix Suns 
| Fecha       | Partido                                  | Ciudad      |
| ----------- | ---------------------------------------- | ----------- |
| 18 de abril | Los Angeles Lakers 142, Phoenix Suns 114 | Los Ángeles |
| 20 de abril | Los Angeles Lakers 147, Phoenix Suns 130 | Los Ángeles |
| 23 de abril | Phoenix Suns 103, Los Angeles Lakers 119 | Phoenix     |
|             | Los Angeles Lakers gana las series 3-0   |             |

### Semifinales de Conferencia
Los Angeles Lakers vs. Portland Trail Blazers 
| Fecha       | Partido                                            | Ciudad      |
| ----------- | -------------------------------------------------- | ----------- |
| 27 de abril | Los Angeles Lakers 125, Portland Trail Blazers 101 | Los Angeles |
| 30 de abril | Los Angeles Lakers 134, Portland Trail Blazers 118 | Los Angeles |
| 3 de mayo   | Portland Trail Blazers 126, Los Angeles Lakers 130 | Portland    |
| 5 de mayo   | Portland Trail Blazers 115, Los Angeles Lakers 107 | Portland    |
| 7 de mayo   | Los Angeles Lakers 139, Portland Trail Blazers 120 | Los Angeles |
|             | Los Angeles Lakers gana las series 4-1             |             |

### Finales de Conferencia
Los Angeles Lakers vs. Denver Nuggets 
| Fecha      | Partido                                    | Ciudad      |
| ---------- | ------------------------------------------ | ----------- |
| 11 de mayo | Los Angeles Lakers 139, Denver Nuggets 122 | Los Angeles |
| 14 de mayo | Los Angeles Lakers 114, Denver Nuggets 136 | Los Angeles |
| 17 de mayo | Denver Nuggets 118, Los Angeles Lakers 136 | Denver      |
| 19 de mayo | Denver Nuggets 116, Los Angeles Lakers 120 | Denver      |
| 22 de mayo | Los Angeles Lakers 153, Denver Nuggets 109 | Los Angeles |
|            | Los Angeles Lakers gana las series 4-1     |             |

### Finales de la NBA
Boston Celtics vs. Los Angeles Lakers
| Fecha      | Partido                                    | Ciudad      |
| ---------- | ------------------------------------------ | ----------- |
| 27 de mayo | Boston Celtics 148, Los Angeles Lakers 114 | Boston      |
| 30 de mayo | Boston Celtics 102, Los Angeles Lakers 109 | Boston      |
| 2 de junio | Los Angeles Lakers 136, Boston Celtics 111 | Los Ángeles |
| 5 de junio | Los Angeles Lakers 105, Boston Celtics 107 | Los Ángeles |
| 7 de junio | Los Angeles Lakers 120, Boston Celtics 111 | Los Ángeles |
| 9 de junio | Boston Celtics 100, Los Angeles Lakers 111 | Boston      |
|            | Los Angeles Lakers gana las series 4-2     |             |

## Estadísticas
| Rk | Jugador             | Edad | P  | PT | MP   | TC  | TCI  | %TC  | T3  | T3I | %T3  | TL  | TLI | %TL  | RO  | RD  | RT  | AS   | RB  | TAP | BP  | FP  | PTS  |
| -- | ------------------- | ---- | -- | -- | ---- | --- | ---- | ---- | --- | --- | ---- | --- | --- | ---- | --- | --- | --- | ---- | --- | --- | --- | --- | ---- |
| 1  | Magic Johnson       | 25   | 77 | 77 | 36.1 | 6.5 | 11.7 | .561 | 0.1 | 0.5 | .189 | 5.1 | 6.0 | .843 | 1.2 | 5.0 | 6.2 | 12.6 | 1.5 | 0.3 | 4.0 | 2.0 | 18.3 |
| 2  | James Worthy        | 23   | 80 | 76 | 33.7 | 7.6 | 13.3 | .572 | 0.0 | 0.1 | .000 | 2.4 | 3.1 | .776 | 2.1 | 4.3 | 6.4 | 2.5  | 1.1 | 0.8 | 2.5 | 2.5 | 17.6 |
| 3  | Kareem Abdul-Jabbar | 37   | 79 | 79 | 33.3 | 9.2 | 15.3 | .599 | 0.0 | 0.0 | .000 | 3.7 | 5.0 | .732 | 2.1 | 5.8 | 7.9 | 3.2  | 0.8 | 2.1 | 2.5 | 3.0 | 22.0 |
| 4  | Byron Scott         | 23   | 81 | 65 | 28.5 | 6.7 | 12.4 | .539 | 0.3 | 0.7 | .433 | 2.3 | 2.8 | .820 | 0.7 | 1.9 | 2.6 | 3.0  | 1.2 | 0.2 | 1.7 | 2.4 | 16.0 |
| 5  | Michael Cooper      | 28   | 82 | 20 | 26.7 | 3.4 | 7.2  | .465 | 0.4 | 1.5 | .285 | 1.4 | 1.6 | .865 | 0.7 | 2.4 | 3.1 | 5.2  | 1.1 | 0.6 | 1.9 | 2.5 | 8.6  |
| 6  | Kurt Rambis         | 26   | 82 | 46 | 19.7 | 2.2 | 4.0  | .554 | 0.0 | 0.0 |      | 0.8 | 1.3 | .660 | 2.0 | 4.4 | 6.4 | 0.8  | 1.0 | 0.6 | 1.2 | 2.6 | 5.2  |
| 7  | Bob McAdoo          | 33   | 66 | 0  | 19.0 | 4.3 | 8.3  | .520 | 0.0 | 0.0 | .000 | 1.8 | 2.5 | .753 | 1.2 | 3.3 | 4.5 | 1.0  | 0.3 | 0.8 | 1.4 | 2.6 | 10.5 |
| 8  | Jamaal Wilkes       | 31   | 42 | 8  | 18.1 | 3.5 | 7.2  | .488 | 0.0 | 0.0 | .000 | 1.2 | 1.6 | .773 | 0.8 | 1.4 | 2.2 | 1.0  | 0.5 | 0.1 | 1.2 | 1.5 | 8.3  |
| 9  | Larry Spriggs       | 25   | 75 | 32 | 17.2 | 2.6 | 4.7  | .548 | 0.0 | 0.0 | .000 | 1.5 | 1.9 | .767 | 1.0 | 2.0 | 3.0 | 1.8  | 0.6 | 0.2 | 1.5 | 2.6 | 6.7  |
| 10 | Mike McGee          | 25   | 76 | 3  | 15.4 | 4.3 | 8.1  | .538 | 0.3 | 0.8 | .361 | 1.2 | 2.1 | .588 | 1.3 | 0.9 | 2.2 | 0.9  | 0.5 | 0.1 | 1.1 | 1.9 | 10.2 |
| 11 | Mitch Kupchak       | 30   | 58 | 3  | 12.3 | 2.1 | 4.2  | .504 | 0.0 | 0.0 |      | 1.0 | 1.6 | .659 | 1.2 | 2.0 | 3.2 | 0.4  | 0.3 | 0.3 | 0.8 | 1.8 | 5.3  |
| 12 | Ronnie Lester       | 26   | 32 | 1  | 8.7  | 1.1 | 2.6  | .415 | 0.0 | 0.0 | .000 | 0.7 | 1.0 | .677 | 0.1 | 0.7 | 0.8 | 2.5  | 0.5 | 0.1 | 1.0 | 0.8 | 2.8  |
| 13 | Chuck Nevitt        | 25   | 11 | 0  | 5.4  | 0.5 | 1.5  | .294 | 0.0 | 0.0 |      | 0.2 | 0.7 | .250 | 0.5 | 1.4 | 1.8 | 0.3  | 0.0 | 1.4 | 0.9 | 1.8 | 1.1  |
| 14 | Earl Jones          | 24   | 2  | 0  | 3.5  | 0.0 | 0.5  | .000 | 0.0 | 0.0 |      | 0.0 | 0.0 |      | 0.0 | 0.0 | 0.0 | 0.0  | 0.0 | 0.0 | 0.5 | 0.0 | 0.0  |

## Galardones y récords
| Jugador             | Galardón                                                           |
| Magic Johnson       | Mejor quinteto de la NBA All-Star                                  |
| Kareem Abdul-Jabbar | 2.º Mejor quinteto de la NBA MVP de las Finales de la NBA All-Star |
| Michael Cooper      | Mejor quinteto defensivo de la NBA                                 |